# Tonique Williams-Darling
Tonique Williams-Darling (Nassau, 17 januari 1976) is een atlete van de Bahama's. In 2003 werd ze wereldindoorkampioene en een jaar later op de Olympische Spelen van Athene olympisch kampioene, beide keren op de 400 m. Haar medaille in Athene was het eerste goud voor de Bahama's in de geschiedenis van de Olympische Spelen.
Het jaar 2004 is tot nu toe het meest succesvolle jaar van haar sportcarrière geweest. In maart 2004 won ze op het WK indoor in Boedapest brons achter de Russinnen Natalja Nazarova en Olesja Krasnomovets en verbeterde hierbij haar persoonlijk record tot 50,87 s.
In juli 2004 brak Williams-Darling op de Golden League wedstrijd in Rome de serie overwinningen van 400-meter-wereldkampioene Ana Guevara, die daarvóór 23 wedstrijden ongeslagen was. Op de Olympische Zomerspelen 2004 trof Williams-Darling opnieuw Guevara in de finale. Met een tijd van 49,41 won ze van haar concurrentes en werd olympisch kampioene. Haar grootste rivale Guevara wees ze met vijftien honderdste seconde achterstand terug naar de tweede plaats.
Na de Spelen in Athene zette ze haar serie overwinningen voort en won de Golden League wedstrijd in Brussel. Op de ISTAF in Berlijn op 12 september 2004 kon ze het Golden League prijzengeld van 500.000 dollar in ontvangst nemen. De jackpot was 1 miljoen dollar, die ze moest delen met de Zweedse hink-stap-springer Christian Olsson.
Op het WK 2005 in Helsinki won Tonique Williams-Darling een gouden medaille op de 400 m in 49,55, voor Sanya Richards (USA) en Ana Guevara (Mexico).
Het seizoen 2007 heeft Tonique Williams-Darling overgeslagen om goed van een hamstringblessure te kunnen genezen. Zij zou deze blessure overigens twee jaar daarvoor al hebben opgelopen, maar er in 2006 mee zijn doorgelopen (naar onder meer een beste seizoenstijd van 50,11).
Williams-Harding studeerde aan de universiteit van South Carolina en werd in 1999 gediplomeerd voor de Moore School of Business. Ze is met de Bahamaanse atleet Dennis Darling getrouwd, die in 2007 eveneens geblesseerd bleek te zijn, in zijn geval aan de lies.

## Titels
- Olympisch kampioene 400 m - 2004
- Wereldkampioene 400 m - 2005
- Centraal-Amerikaans en Caraïbisch kampioene 400 m - 2005
- Bahamaans kampioene 200 m - 2005

## Persoonlijke records
Outdoor
| Onderdeel | Prestatie | Datum             | Plaats  |
| --------- | --------- | ----------------- | ------- |
| 200 m     | 22,77     | 19 juni 2004      | Nassau  |
| 400 m     | 49,07     | 12 september 2004 | Berlijn |

Indoor
| Onderdeel | Prestatie | Datum            | Plaats       |
| --------- | --------- | ---------------- | ------------ |
| 200 m     | 23,66 s   | 15 februari 2003 | Fayetteville |
| 400 m     | 50,87 s   | 6 maart 2004     | Boedapest    |

## Palmares

### 400 m
Kampioenschappen
- 2003: 5e WK - 50,38 s
- 2003:  Wereldatletiekfinale - 50,87 s
- 2004:  WK indoor - 50,87 s
- 2004:  OS - 49,41 s
- 2004: 6e Wereldatletiekfinale - 51,44 s
- 2005:  WK - 49,55 s
- 2005:  Wereldatletiekfinale - 49,54 s
- 2006:  Gemenebestspelen - 50,76 s

Golden League-podiumplekken
- 2003:  Weltklasse Zürich – 50,24 s
- 2004:  Golden Gala – 49,25 s
- 2004:  Meeting Gaz de France – 49,15 s
- 2004:  Weltklasse Zürich – 49,73 s
- 2004:  Memorial Van Damme – 49,59 s
- 2004:  ISTAF – 49,07 s
- 2005:  Meeting Gaz de France – 49,69 s
- 2005:  Weltklasse Zürich – 49,30 s

1964: Betty Cuthbert ·
1968: Colette Besson ·
1972: Monika Zehrt ·
1976: Irena Szewińska ·
1980: Marita Koch ·
1984: Valerie Brisco-Hooks ·
1988: Olga Bryzgina ·
1992: Marie-José Pérec ·
1996: Marie-José Pérec ·
2000: Cathy Freeman ·
2004: Tonique Williams-Darling ·
2008: Christine Ohuruogu ·
2012: Sanya Richards-Ross ·
2016: Shaunae Miller ·
2020: Shaunae Miller ·
2024: Marileidy Paulino
1983 Jarmila Kratochvílová ·
1987 Olga Bryzgina ·
1991 Marie-José Pérec ·
1993 Jearl Miles-Clark ·
1995 Marie-José Pérec ·
1997 Cathy Freeman ·
1999 Cathy Freeman ·
2001 Amy Mbacke Thiam ·
2003 Ana Guevara ·
2005 Tonique Williams-Darling ·
2007 Christine Ohuruogu ·
2009 Sanya Richards ·
2011 Amantle Montsho ·
2013 Christine Ohuruogu ·
2015 Allyson Felix ·
2017 Phyllis Francis ·
2019 Salwa Eid Naser ·
2022 Shaunae Miller-Uibo ·
2023 Marileidy Paulino